# Roy Romain
Royston Isaac Romain –conocido como Roy Romain– (27 de julio de 1918-19 de diciembre de 2010) fue un deportista británico que compitió en natación. Ganó una medalla de oro en el Campeonato Europeo de Natación de 1947 en la prueba de 200 m braza.

## Palmarés internacional
| Campeonato Europeo | Campeonato Europeo  | Campeonato Europeo | Campeonato Europeo |
| Año                | Lugar               | Medalla            | Prueba             |
| ------------------ | ------------------- | ------------------ | ------------------ |
| 1947               | Montecarlo (Mónaco) | Medalla de oro     | 200 m braza        |